# هجوم الشدادي (2016)
كان هجوم الشدادي (2016)، المعروف أيضًا باسم عملية غضب الخابور، هجومًا شنته قوات سوريا الديمقراطية خلال الحرب الأهلية السورية، في فبراير 2016. وكان الهدف الرئيسي لهذا الهجوم هو الاستيلاء على مدينة الشدادي الاستراتيجية وبقية جنوب محافظة الحسكة من دولة العراق والشام الإسلامية (داعش). وخلال الهجوم قام التحالف بقيادة الولايات المتحدة بأكثر من 86 ضربة جوية في الشدادي والمناطقة المجاورة لدعم التقدم الذي حققته قوات سوريا الديمقراطية.